# Benjamin Gottlieb Lorenz Boden
Benjamin Gottlieb Lorenz Boden (* 31. Oktober 1737 in Wittenberg; † 19. November 1782 ebenda) war ein deutscher Historiker und Literaturwissenschaftler.

## Leben
Geboren als Sohn von Johann Andreas Boden, wird er bereits im Alter von drei Jahren an der Universität Wittenberg immatrikuliert. Sein Vater war sehr um seine Ausbildung bemüht, daher brachte er ihm selbst und durch Privatlehrer eine enorme Fülle an Wissen bei. Zusätzlich schickte ihn sein Vater an das Gymnasium in Bautzen, wo er seine Abschiedsrede in Hebräisch hielt. Im Anschluss begibt er sich wieder an die Wittenberger Hochschule, wo er sich am 30. April 1760 den höchsten philosophischen akademischen Grad eines Magisters erwarb.
Nachdem er sich eine Zeit lang mit Privatvorlesungen seine Existenz sicherte, wurde er am 23. November 1764 als Adjunkt an der philosophischen Fakultät aufgenommen und entwickelte eine besondere Vorliebe für die Poesie. 1764 begann er, private Vorlesungen über Antiquitäten zu halten und gründete 1765 eine Gesellschaft, die sich der Ausübung der schönen Wissenschaften widmete.
Auf Vorschlag der Wittenberger Hochschule wurde er 1769 außerordentlicher Professor der Altertumswissenschaften und übernahm nach dem Weggang von Lebrecht August Wilken 1775 die ordentliche Professur für Dichtkunst. In dieser Funktion las er nach Friedrich Christian Baumeister. Boden übernahm auch an der Wittenberger Hochschule organisatorische Aufgaben. So war er im Sommersemester 1780 Rektor der Hochschule. Wie das Wittenberger Totenbuch ausweist, starb er beim Hochzeitsmahl des Kreisamtmannes Dietrich.

## Werkauswahl
- Melanchthon in barbariem seculi sui non lenis. Eichsffeld, Wittenberg 1760. (Digitalisat)
- De silentio eloquente. Eichsfeld, Wittenberg 1762. (Digitalisat)
- Gedächtniße des Krieges und des Friedens. Cöler, Frankenhausen/Leipzig 1763. (Digitalisat)
- Commentatio de umbra poetica. Dürr, Wittenberg 1768. (Digitalisat)
- Viteberga Restitvendo Lvtheri Templo Florentior. Dürr, Wittenberg 1765. (Digitalisat)
- De ramo gentium religioso. Dürr, Wittenberg 1765. (Digitalisat)
- Beweise der Sächsischen Ehrfurcht am Geburtsfeste Friedrich August's, Churf. zu Sachsen von der unter feiner Aufsicht sich übenden Gesellschaft. Dürr, Wittenberg 1765. (Digitalisat)
- Monumenta belli et pacis. Cöler, Frankenhausen/Leipzig 1766. (Digitalisat) Deutsch. Wittenberg 1766
- Artificem Ea Quae Sibi Non Conveniunt Fingentem Poetae Monitorem Tertium Proponit Ac Probandos Summorum In Philosophia Et Arte Poetica Honorum Candidatos Ad Petenda Honesta Litterarum Praemia. Dürr, Wittenberg Teil I. 1766. (Digitalisat), Teil II 1775.
- Hercules Prodicius, bey der feyerlichen Erbkuldigung Fried. Aug. Churf. zu Sachs. Wittenberg 1769.
- Der Frau Mutter Handkorb; eine Wochenschrift. 4 Teile. Dürr, Wittenberg 1769.
- Der redende Stumme, eine Wochenschrift. 4 Teile. Jacobäer, Leipzig 1771. (Digitalisat Teil 1), (Teil 2), (Teil 3), (Teil 4)
- De Stipe Pro Salute Augusti Commentatio Antiquaria. Dürr, Wittenberg 1771. (Digitalisat)
- De Achille Tatio, Praefatvs Ad Orationem In Adevndo Professoris Graecarvm Litterarvm Mvnere Habendam Perofficiose Invitat. Wittenberg 1773.
- Elogium Jo. Dan. Ritteri. Dürr, Wittenberg 1775. (Digitalisat)
- Idyllion, celebrandis Christi natalibus sacrum. Wittenberg 1775.
- Progr. de Christo pacis sequestre. Wittenberg 1778.
- Progr. de puritate cordis mutiere Spiritus S. Wittenberg 1778.
- Hymnus in foederis angelum. Wittenberg 1778.
- Progr. Spiritus veritatis. Wittenberg 1779.
- De Daricis Periculum Criticum. Wittenberg 1779. (Digitalisat)
- Sacra natalitia laetius celebranda. Wittenberg 1779.